# Timber Lake
Timber Lake (lakota: blečháŋ; "Llac de l'arbre") és una ciutat i seu del Comtat de Dewey (Dakota del Sud) dels Estats Units d'Amèrica.

## Demografia
Segons el cens del 2000 Timber Lake tenia 443 habitants, 183 habitatges, i 120 famílies. La densitat de població era de 417,2 habitants per km².
Dels 183 habitatges en un 29% hi vivien nens de menys de 18 anys, en un 50,8% hi vivien parelles casades, en un 9,8% dones solteres, i en un 34,4% no eren unitats familiars. En el 31,1% dels habitatges hi vivien persones soles el 18% de les quals corresponia a persones de 65 anys o més que vivien soles. El nombre mitjà de persones vivint en cada habitatge era de 2,42 i el nombre mitjà de persones que vivien en cada família era de 3,03.
Per edats la població es repartia de la següent manera: un 28,2% tenia menys de 18 anys, un 9% entre 18 i 24, un 22,3% entre 25 i 44, un 21,7% de 45 a 60 i un 18,7% 65 anys o més.
L'edat mediana era de 37 anys. Per cada 100 dones de 18 o més anys hi havia 91,6 homes.
La renda mediana per habitatge era de 27.500 $ i la renda mediana per família de 28.000 $. Els homes tenien una renda mediana de 23.750 $ mentre que les dones 20.625 $. La renda per capita de la població era de 12.047 $. Entorn del 20,8% de les famílies i el 23,3% de la població estaven per davall del llindar de pobresa.

## Poblacions properes
El següent diagrama mostra les poblacions més properes.